# نوكيا 6030

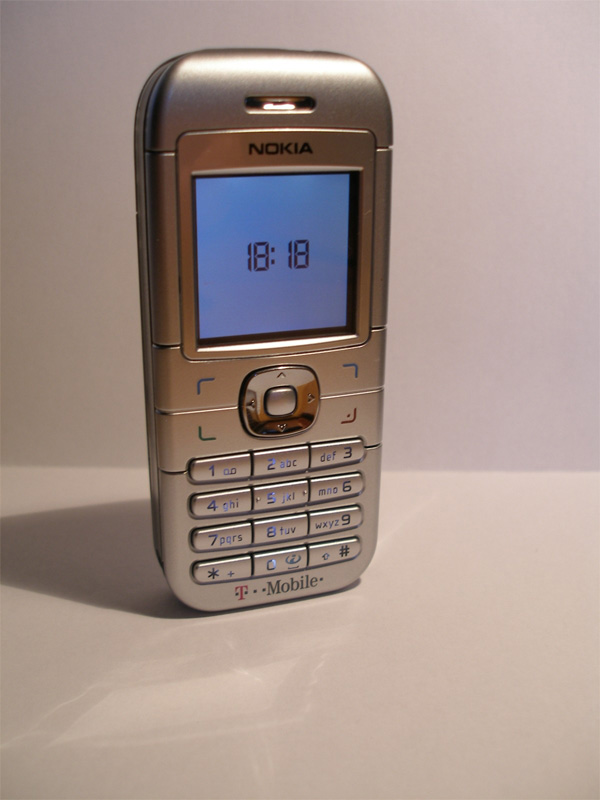
نوكيا 6030

نوكيا 6030 هو أحد أجهزة نوكيا، شركة الهواتف والتقنية النقالة. يأتي هذا الجهاز مع شاشة نوعها 128 * 128 16-بت (65,536) لون. تم إصدار هذا الجهاز في 2005. أما بالنسبة لوضعية إنتاجه الحالية فلم يعد يتم إنتاجه. تقنيته/تردده هي النظام العالمي للإتصالات المتنقلة. جيل الجهاز هو DCT4. عامل الشكل (التصميم) للجهاز هو "قطعة حلوى.يستقبل وسائط الصور فقط لا يقبل صيغ الموسيقى مثل ام بي ثري ويستطيع الولوج إلى الويب بشكل مصغر وضعيف

## القائمة
- الرسائل
- السجل المكالمات
- أسماء
- ضبط الجهاز
- الاستديو
- الراديو
- المنسق (تقويم المهام)
- التطبقات
- الويب
- خدمات الشريحة

نوع ما الجهاز قديم بالوظائف وتوقف انتجه